# 斯特拉斯堡市中区
斯特拉斯堡市中区（Centre-ville de Strasboug）是法国阿尔萨斯大区斯特拉斯堡历史和地理的中心，面积1.78平方公里，人口17798人（1999年）。 
市中区座落在大岛。名胜古迹众多，包括斯特拉斯堡主教座堂、卡梅泽尔府邸、克勒贝尔广场、黎明宫等。

## 图片

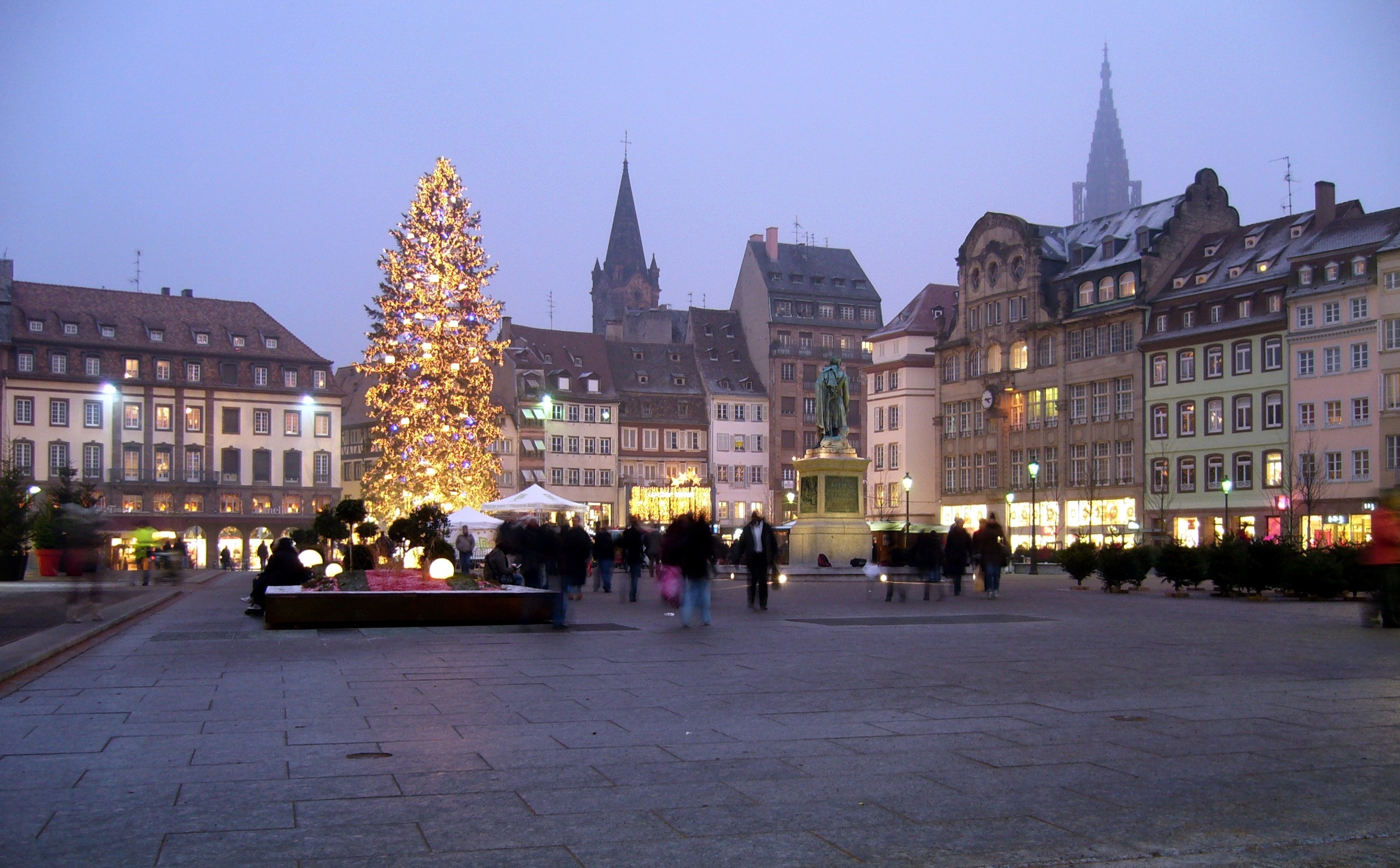
克勒贝尔广场
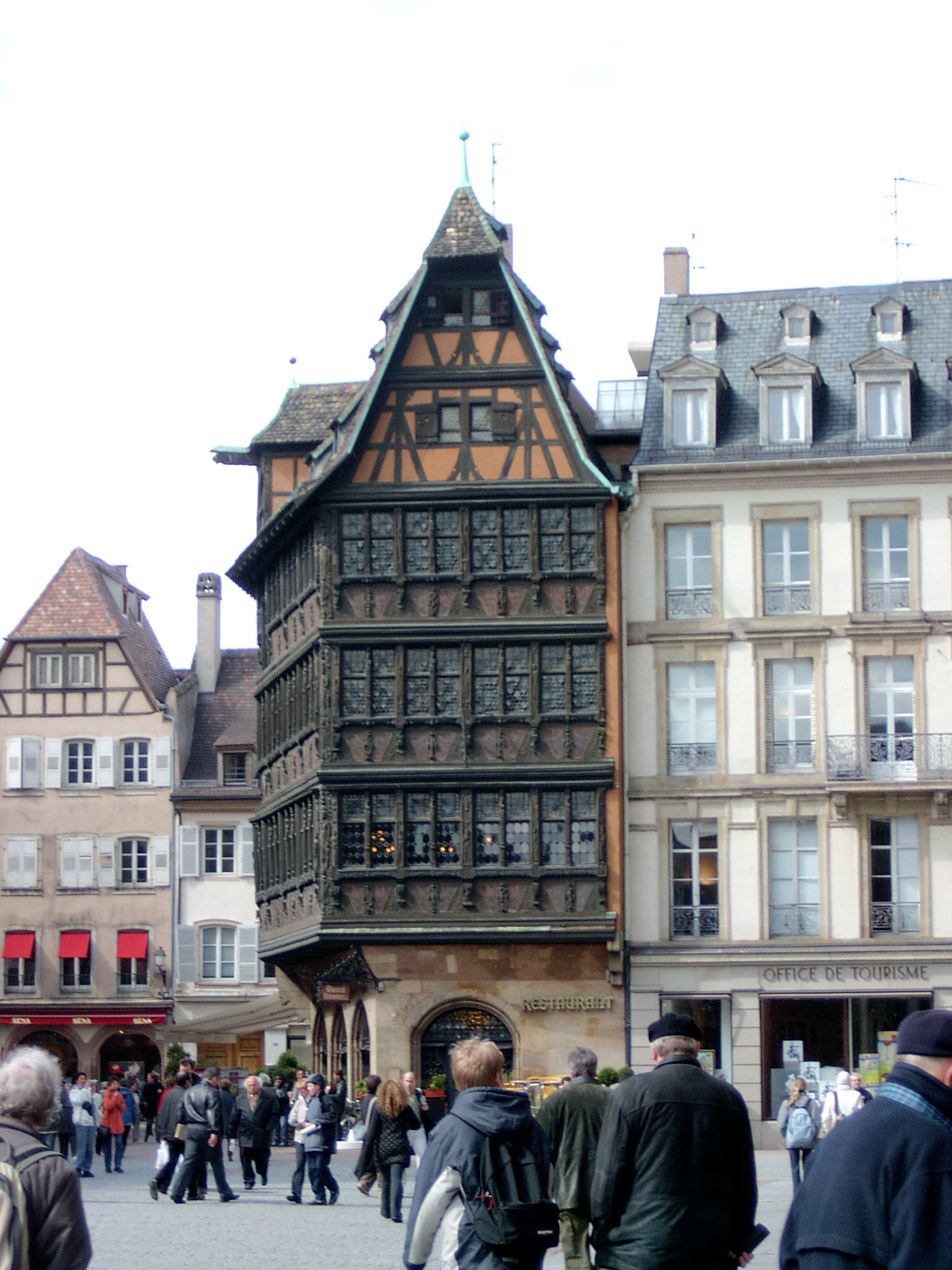
卡梅泽尔府邸
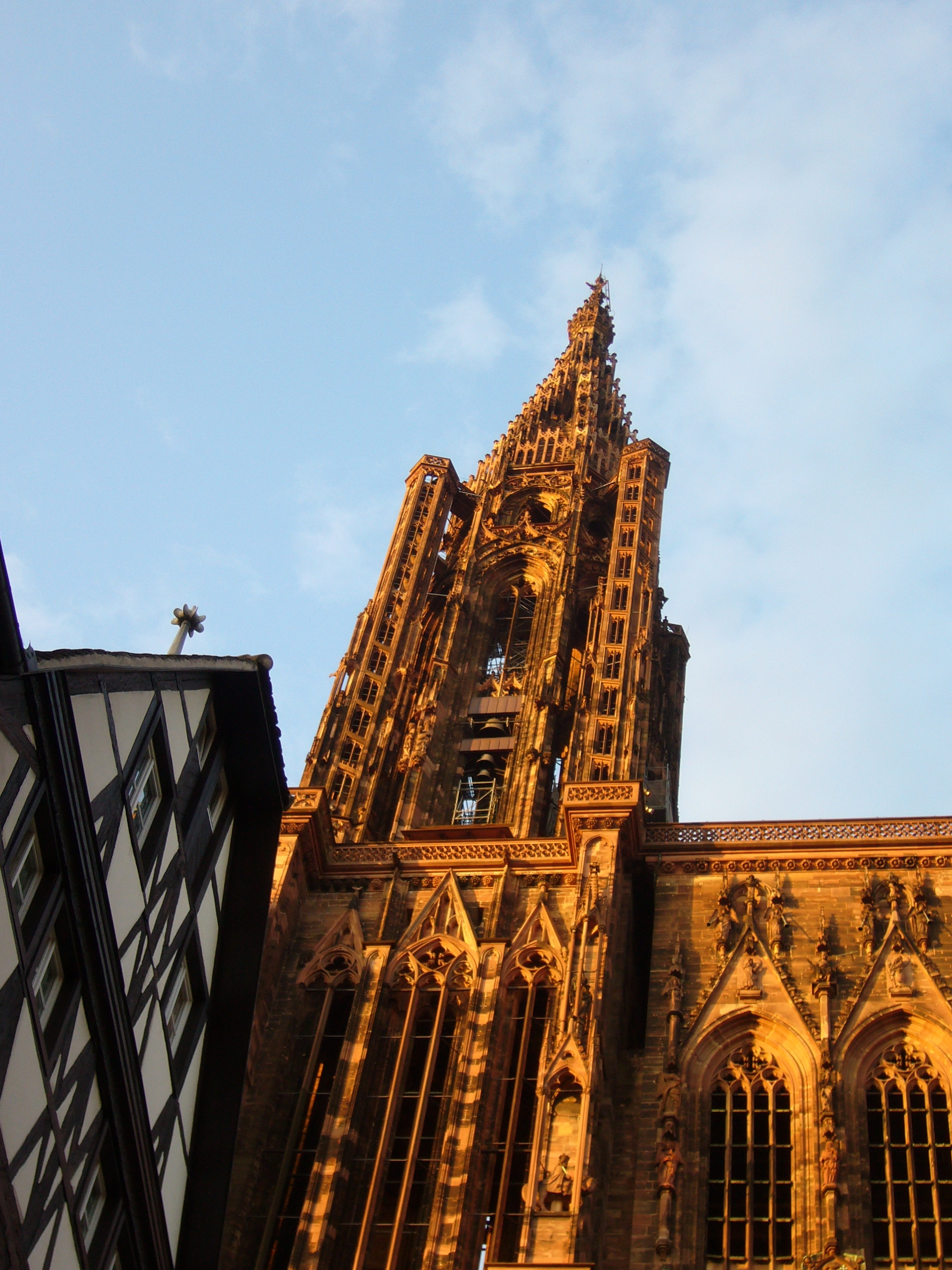
斯特拉斯堡主教座堂